# Aponévrose épicrânienne
L'aponévrose épicrânienne ou  galéa aponévrotique est une aponévrose recouvrant la partie supérieure du crâne chez l'homme et de nombreux autres animaux.

## Structure
Chez l'homme, l'aponévrose épicrânienne provient de la protubérance occipitale externe et des lignes nuchales suprêmes de l'os occipital.
Elle forme le tendon intermédiaire du muscle occipito-frontal et forme vers l'avant une étroite prolongation médiane jusqu'à la base nasale.
Latéralement, l'aponévrose épicrânienne s'attache aux muscles auriculaires antérieurs et aux muscles auriculaires supérieurs. Elle se poursuit au dessus du fascia temporal jusqu'à l'arcade zygomatique sous la forme d'une couche de tissu conjonctif de soutien.
Il est étroitement lié au cuir chevelu par une couche dense fibro-graisseuse qui forme le fascia superficiel du cuir chevelu.
Il est attaché au péricrâne par un tissu cellulaire lâche qui lui permet une grande mobilité.

## Aspect clinique
Une hémorragie sous-galéale est définie comme un saignement entre l'aponévrose épicrânienne et le crâne. Un traitement conservateur est appliqué car le risque de dommages aux structures environnantes est faible.

## Histoire
L'aponévrose épicrânienne est également connue sous le nom de galéa aponévrotique ou d'épicrâne.

## Galerie

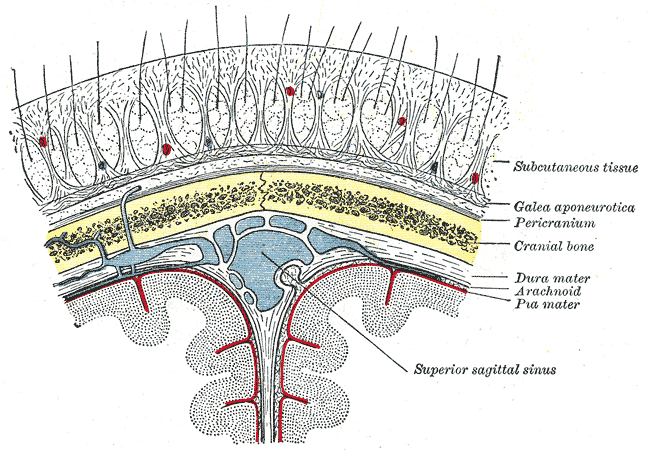
Section schématique du cuir chevelu.
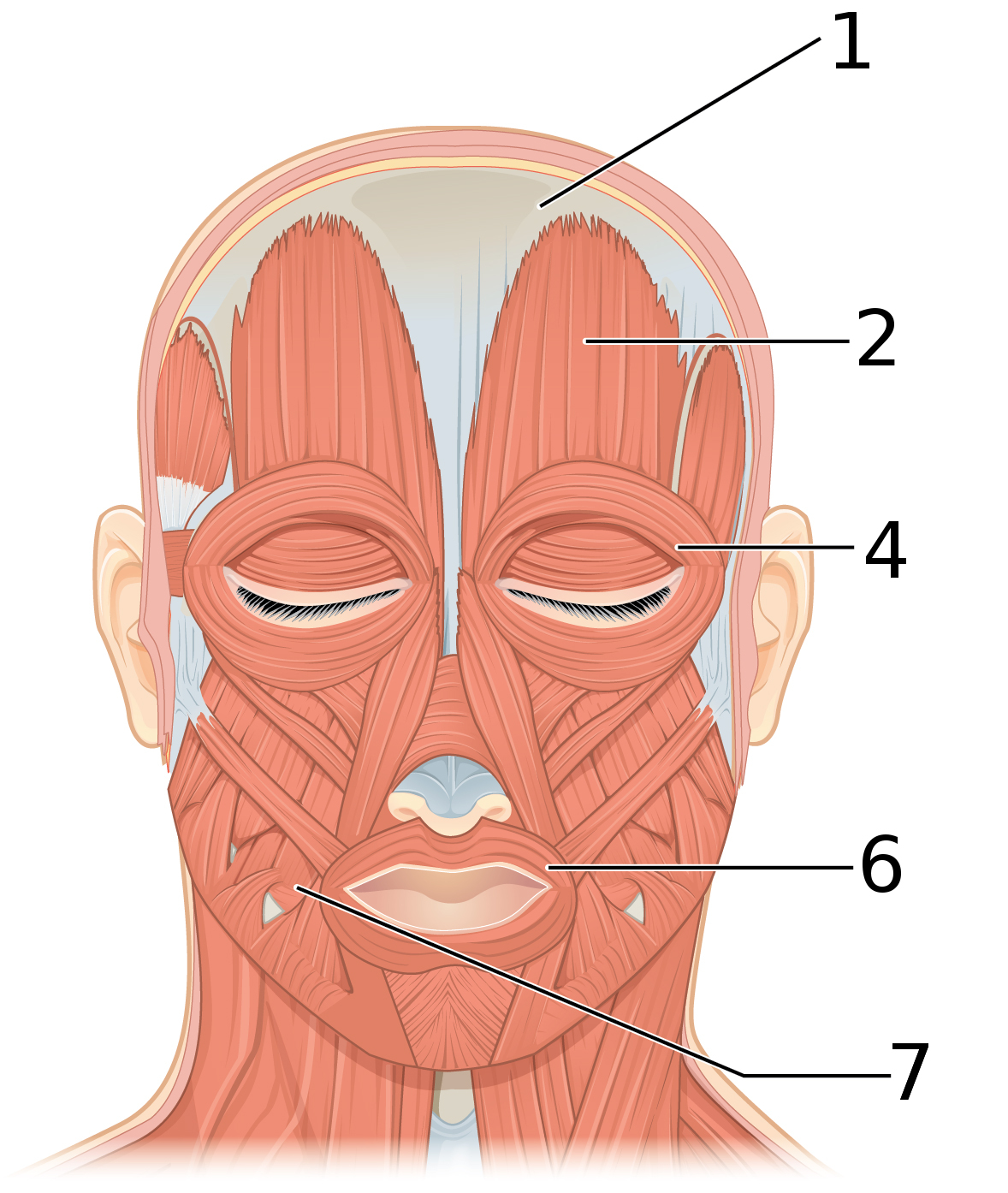
Aponévrose épicrânienne en vue frontale, étiquetée 1